# Aristofonte
Aristofonte (in greco antico: Αριστοϕῶν?, Aristofòn; Taso, ... – ...; fl. V secolo a.C.) è stato un pittore greco antico della prima metà del V secolo a.C., figlio di Aglaofonte il Vecchio e fratello di Polignoto.
Nativo di Taso, era il secondogenito di Aglaofonte e come il padre e il fratello si dedicò alla pittura. Suo figlio, Aglaofonte il Giovane, proseguì nel mestiere del padre. Plinio il Vecchio lo ricorda come uno dei migliori pittori del periodo. Ricordato anche da Plutarco, è autore di opere a soggetto mitologico ed eseguite su tavola.